# Frédéric-Magnus Ier de Solms-Laubach
Frédéric-Magnus comte de Solms-Laubach (1521 – 13 janvier 1561 à Laubach) a été régent de Solms-Laubach de 1522 à 1548, et comte de Solms-Laubach de 1548, jusqu'à sa mort.

## Biographie
Après la mort prématurée de son père Otto (1496-1522), Frédéric-Magnus, prend le gouvernement d'une partie du Comté de Solms. Il choisit le château de Laubach comme résidence permanente, et graduellement transforme le château en palais. Après la troisième division de Solms en 1548, Solms-Laubach devient un état distinct de la principauté, avec Frédéric-Magnus comme dirigeant.
Il épouse Agnès de Wied et ont trois enfants:
- Jean Georges (1547-1600)
- Élisabeth de Solms-Laubach (6 mars 1549 – 1599), épouse Louis de Sayn-Wittgenstein
- Anne (11 avril 1557 – 8 décembre 1586), épouse Georges III d'Erbach

En 1540, Laubach devient une forteresse et une milice est établie. Cette milice est préservée jusqu'à ce jour comme le comité des fêtes de Laubach. Frédéric-Magnus est un ami du réformateur Philippe Mélanchthon. Il introduit la Réforme à Solms-Laubach en 1544. Il abolit l'impôt sur les successions et simplifie des procédures judiciaires, en créant le code civil de Solms. En 1555, il fonde une école latine, avec les enseignants de Wittemberg. Il fonde également la bibliothèque de Laubach, qui contient maintenant plus de 90000titres à partir du XVIe siècle. C'est un monument classé et est enregistré en vertu de la Loi de Protection du Patrimoine en 1955.
Frédéric-Magnus meurt en 1561 et est remplacé par son fils Jean Georges (1547-1600).